# 埃斯佩蘭斯 (紐約州)
埃斯佩蘭斯（英語：Esperance）是一個位於美國紐約州斯科哈里縣的鎮。

## 人口
根據2020年美國人口普查的數據，埃斯佩蘭斯的面積為51.90平方千米，當中陸地面積為50.94平方千米，而水域面積為0.96平方千米。當地共有人口1806人，而人口密度為每平方千米35人。